# Dompierre-les-Églises
 Dompierre-les-Églises  (en occitano Dòmpièrre
) es una población y comuna francesa, situada en la región de Lemosín, departamento de Alto Vienne, en el distrito de Bellac y cantón de Magnac-Laval.

## Demografía
| 844 | 723 | 625 | 501 | 416 | 371 | 361 |
| Para los censos de 1962 a 1999 la población legal corresponde a la población sin duplicidades (Fuente: INSEE [Consultar]) |     |     |     |     |     |     |